# 마이컬 레이저허르
마이컬 존 레이저허르(네덜란드어: Michael John Reiziger [ˈmɑj.kəɫ ˈdʒɔn ˈrɛi̯.zə.ɣər], 1973년 5월 3일, 노르트홀란트주 암스텔베인 ~)는 네덜란드의 전 축구 선수로, 주로 라이트백으로 활약하였다. 현재 스페인의 바르셀로나에 거주하고 있으며, 선수 생활의 대부분을 바르셀로나에서 보냈다.
레이저허르는 1990년, 고향의 AFC 아약스에서 선수 생활을 시작해, FC 폴렌담, FC 흐로닝언에서 임대 생활을 하고, 1993-94 시즌 아약스에 복귀하였다.
1994-95 UEFA 챔피언스리그에서 팀의 주축 선수로 활약하며, 아약스의 UEFA 챔피언스리그 우승에 공헌하였고, 1996-1997 시즌에 이탈리아 세리에 A의 AC 밀란으로 이적하였다. 하지만 부상으로 인해 10경기 출장에 그쳤고, 한 시즌 만에 FC 바르셀로나로 이적하였다. 바르셀로나로 자리를 옮긴 그는, 필립 코퀴, 로날트 더 부르, 프랑크 더 부르 등과 같은 네덜란드 출신 선수들과 함께 수 많은 타이틀 획득에 공헌하였다.
2004년, 레이저허르는 FC 바르셀로나를 떠나, 잉글랜드 프리미어리그의 미들즈브러 FC로 이적하였다. 2004년 12월 애스턴 빌라 FC와의 경기에서 득점에 성공했으나, 부상으로 인해 부진한 활약을 하고, 2005-2006 시즌에 네덜란드로 돌아와 PSV 에인트호번에 들어갔다. 2007년, PSV 에인트호번에서의 2년간의 선수 생활을 마치고, 선수 생활을 마감하였다.
네덜란드 축구 국가대표팀에는 1994년 10월 12일, 노르웨이와의 경기에서 데뷔하였다. UEFA 유로 1996, 1998년 FIFA 월드컵, UEFA 유로 2000, UEFA 유로 2004에 출전한 바 있으며, 1994년부터 2004년까지 72경기에서 1골을 넣었다.